# Esperance (rivière)
La rivière  Esperance    (anglais : Esperance River) est un cours d’eau du Fiordland, situé dans le Parc national de Fiordland, dans la région  du Southland dans l’Île du Sud de la Nouvelle-Zélande.

## Géographie
C'est un affluent de la  rivière Gulliver, qui elle-même est un affluent droit du fleuve Cleddau.
La rivière ‘Esperance’  est longue de 3 km (1,9 mi) s’écoulant à partir de sa source dans le Mont Isolation

## Flore
Des grands arbres de type :  Dacrydium cupressinum  ou rimu   (des conifères de la famille des Podocarpaceae)  et des Nothofagus (proche du proches des  Hêtre bordent la rivière sur environ 500 m autour d’elle.